# Xhendelesse
Xhendelesse is een plaats en deelgemeente van de Belgische gemeente Herve, het was een zelfstandige gemeente tot aan de gemeentelijke herindeling van 1977.
Xhendelesse ligt in de provincie Luik.

## Demografische ontwikkeling
- Bronnen:NIS, Opm:1831 tot en met 1970=volkstellingen; 1976 = inwoneraantal op 31 december

## Bezienswaardigheden
- Sint-Alexanderkerk

## Natuur en landschap

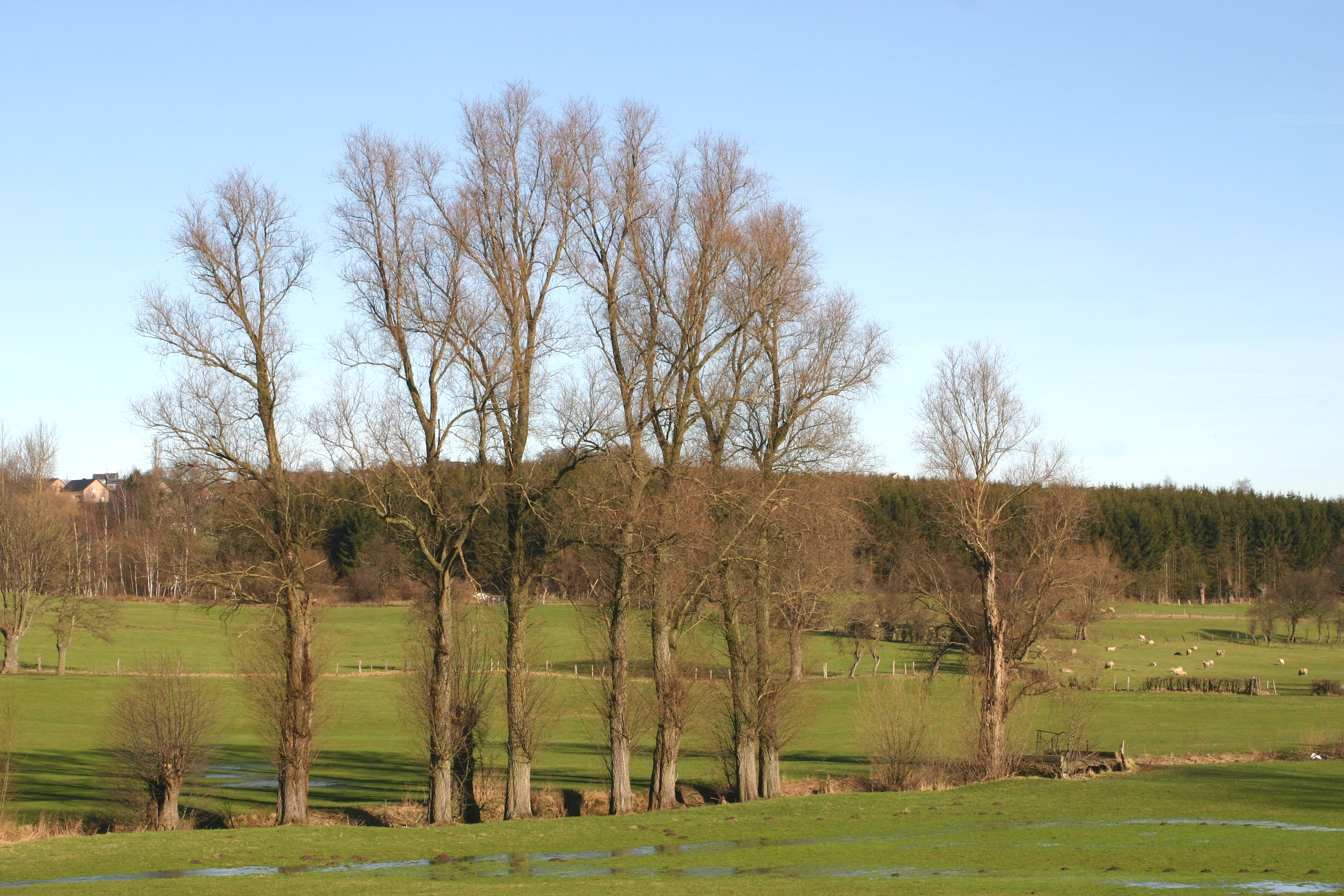
Landschap bij Xhendelesse

Xhendelesse ligt in het Land van Herve op een hoogte van ongeveer 270 meter. Het dorp ligt te midden van landbouwgebied.

## Economie
In de wintermaanden hielden vele inwoners zich bezig met het smeden van spijkers. Er waren ooit een zestal smederijen in Xhendelesse.

## Nabijgelegen kernen
Soiron, Grand-Rechain, Soumagne, Olne, Bruyères

## Geboren
- André Henry, Belgisch wielrenner

Deelgemeente: Battice · Bolland · Charneux · Chaineux · Grand-Rechain · Herve · Julémont · Xhendelesse

Overige kernen: Asse · Bellefontaine · Bruyères · Gurné · Holliguette · Hubertfays · José · Les Fawes · Manaihant · Noblehaye  · Renouprez · Sauvenière · Xhéneumont

Belgische gemeenten · arrondissement Verviers · provincie Luik · Wallonië